# Margaret Price
Margaret Berenice Price (ur. 13 kwietnia 1941 w Blackwood, zm. 28 stycznia 2011 w Cardigan) – walijska śpiewaczka operowa, sopran. Dama Komandor Orderu Imperium Brytyjskiego (1993).

## Życiorys
Urodziła się w muzykalnej rodzinie, od dzieciństwa śpiewała amatorsko, jednak planowała pracę jako nauczycielka biologii. Jako piętnastolatka, za namową nauczyciela muzyki, zdecydowała się jednak ubiegać o przyjęcie do londyńskiego Trinity College of Music. Została przyjęta i uzyskała stypendium. Została zaklasyfikowana jako mezzosopranistka. Po szkole zadebiutowała w Narodowej Operze Walijskiego jako Cherubino w Weselu Figara. Trafiła do zespołu Covent Garden Theatre, jednak grała początkowo tylko role drugoplanowe. Przełom nastąpił, gdy Teresa Berganza, odtwórczyni roli Cherubina, w ostatniej chwili musiała odwołać swój występ i zastąpiła ją właśnie Price.
Jej umiejętności zostały dostrzeżone przez krytyków muzycznych i artystów, z których największą rolę w życiu Price odegrał pianista James Lockhart. Przekonał on ją do dodatkowych lekcji głosu, w czasie których mogła rozwinąć swoją niedocenianą do tej pory skalę głosu i ujawnić pełnię talentu jako sopran liryczny. W 1972 r. Price ugruntowała swoją popularność, nagrywając kolejną operę Mozarta – Così fan tutte, gdzie grała Fiordiligi.
Price niechętnie podróżowała i dlatego występy poza rodzimą sceną – kolejno Covent Garden, a następnie opery w Kolonii i Monachium – zdarzały jej się rzadko. W 1985 r. pojawiła się w Metropolitan Opera jako Desdemona w Otellu Giuseppe Verdiego. Koncertowała także w Polsce. Zakończyła karierę w 1999 i wróciła do rodzinnej Walii.

## Repertuar
Margaret Price była uznawana przede wszystkim za wspaniałą wykonawczynię repertuaru mozartowskiego. Oprócz Cherubina i Fiordiligi stworzyła wysoko cenione kreacje Hrabiny i Barbariny w Weselu Figara, Paminy w Czarodziejskim flecie oraz Donny Anny w Don Giovannim. Grała też role Amelii w Balu maskowym, tytułowej bohaterki w Aidzie, Elżbiety w Don Carlosie Giuseppe Verdiego oraz tytułową rolę w Ariadnie na Naksos Richarda Straussa. Przez całą karierę obawiała się zniszczenia głosu przez nieodpowiedni dobór repertuaru, dlatego m.in. odmawiała konsekwentnie wykonywania na scenie ról wagnerowskich (chociaż studyjnie nagrała Tristana i Izoldę). Bodaj jeszcze większe sukcesy niż w operze, odnosiła jako interpretatorka pieśni: jej niezrównane wykonania Schuberta, Schumanna, Liszta, czy Musorgskiego do dziś uchodzą za wzorcowe. Wykonywała też tradycyjne pieśni walijskie i niemieckie.